# Ty Anderson
Osborne „Ty“ Anderson (* 15. Oktober 1908 in Fredrikstad, Norwegen als Asbjørn Andersen; † 31. Januar 1989 in Swampscott, Massachusetts) war ein US-amerikanischer Eishockeyspieler.

## Karriere
Der gebürtige Norweger Ty Anderson spielte über ein Jahrzehnt lang für die Boston Olympics und Atlantic City Seagulls aus der Eastern Amateur Hockey League. Im Anschluss an seine aktive Karriere wurde er Eishockeytrainer im High-School-Bereich.

### International
Für die USA nahm Anderson an den Olympischen Winterspielen 1932 in Lake Placid teil, bei denen er mit seiner Mannschaft die Silbermedaille gewann. Bei der Weltmeisterschaft 1931 gewann er mit den USA ebenfalls die Silbermedaille.

## Erfolge und Auszeichnungen
- 1931 Silbermedaille bei der Weltmeisterschaft
- 1932 Silbermedaille bei den Olympischen Winterspielen